# USS Welborn C. Wood (DD-195)
Za druga plovila z istim imenom glejte USS Welborn C. Wood.
USS Welborn C. Wood (DD-195) je bil rušilec razreda Clemson v sestavi Vojne mornarice Združenih držav Amerike.
Rušilec je bil poimenovan po pomorskem častniku Welbornu Ciceru Woodu.

## Zgodovina
Rušilec je bil leta 1930 predan Obalni straži ZDA, kjer so jo preimenovali v USCGD Wood (CG-19), nato pa je bila vrnjena Vojni mornarici ZDA že leta 1934. Med drugo svetovno vojno je bila nato leta 1940 predana Kraljevi vojni mornarici, kjer so jo poimenovali kot HMS Chesterfield (I28).